# Lightning Ridge

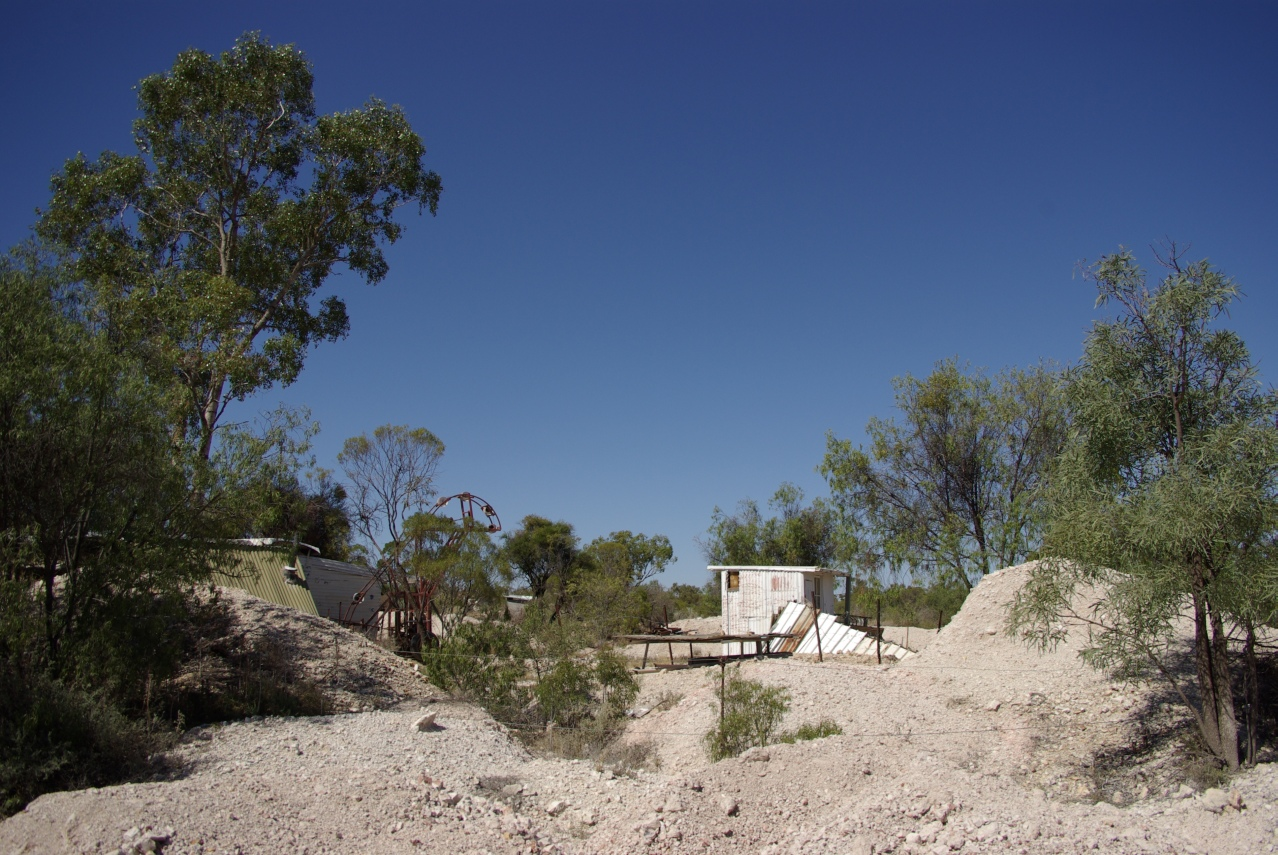
Lightning Ridge, Austrália

Lightning Ridge é uma cidade australiana situada na região noroeste do estado da Nova Gales do Sul. Faz parte do condado de Walgett Shire, próxima a fronteira sul de Queensland. Sua área é globalmente notável pela mineração de opalas.